# 绿臂菌属
绿臂菌属为绿菌科的一属真菌。该属的模式种且为惟一种为普氏绿臂菌（Ancalochloris perfilievii）。

## 下属物种
- 普氏绿臂菌 Ancalochloris perfilievii Gorlenko and Lebedeva, 1971